# 亞歷山大·伊沙克
亞歷山大·伊沙克（瑞典語：Alexander Isak，1999年9月21日—），是一名厄利垂亞裔瑞典職業足球運動員，司職前鋒。目前效力英超球隊紐卡素，代表瑞典國家足球隊參賽。

## 俱樂部生涯
2021年2月21日，伊沙克在球隊對陣阿拉維斯比賽中取得了自己在西甲的第一個帽子戲法，成為自1949年亨利·卡尔松為馬德里競技獲得帽子戲法以來的第一位瑞典球員。

### 皇家社会

#### 2019-20赛季
2019年6月12日，伊萨克与皇家社会签订了一份为期五年的合同，价值98.8万英镑，周薪1.9万英镑，于2019年7月1日正式加入。在他的第一场比赛中，他打进了自己的第一个球。他强势延续了季前赛，在五场比赛中打进四球。2019年9月22日，伊萨克在3-1战胜西班牙人的西甲联赛中为皇家社会打进了他的第一个正式进球。2月6日，伊萨克在国王杯四分之一决赛对阵皇家马德里的比赛中打进两球并做出一次助攻。2月9日，他在巴斯克德比中对毕尔巴鄂竞技打进制胜球。
2021年4月3日，伊萨克在2020年国王杯决赛1-战胜毕尔巴鄂竞技的比赛中首发并出场89分钟，帮助皇家社会赢得2019-20赛季国王杯冠军。

#### 2020-21赛季
2021年2月21日，他在4-0戰勝艾拉維斯體育會的聯賽賽事上演了帽子戲法，成為繼1949年馬德里競技的亨利·卡爾松以來第一位瑞典球員在西班牙足球甲級聯賽上演帽子戲法。

### 纽卡斯尔
2022年8月26日，伊萨克与英超俱乐部纽卡斯尔联队签订了一份长期合同，转会费未有透露，据说超过了7000万美元，这可能是俱乐部的转会记录。

## 榮譽

### 俱樂部
多特蒙德
- 德國盃冠軍：2016–17賽季

 皇家社會
- 西班牙國王盃冠軍：2019–20賽季[5]

 紐卡素
- 英格兰联赛盃冠军：2024–25[6]

### 個人
- 瑞典足球超级联赛年度最佳新人：2016年

### 紀錄
- 瑞典國家足球隊最年輕射手：17歲零3個月零22天－（在2017年1月12日對斯洛伐克的6-0比賽中取得一個進球）[7]

## 外部連結
- Soccerway資料庫：亞歷山大·伊沙克